# Thomas Wolsey
Pour les articles homonymes, voir Wolsey.
Thomas Wolsey (ou Wulcy), né entre 1471 et 1476 à Ipswich (Suffolk), et mort le 29 novembre 1530 à Leicester, est un homme d’État et un cardinal anglais.
D'origine modeste, Thomas Wolsey devint la figure principale dans les affaires de l'État pendant de nombreuses années sous le règne d'Henri VIII, avant de tomber en disgrâce. 
Le cardinal Wolsey développa principalement ses talents en gérant la politique étrangère du royaume pour le compte d'Henri VIII. Malgré les nombreux ennemis que lui valurent son ambition, il sut acquérir la confiance du roi jusqu’à ce que ce dernier décide d’annuler son mariage avec Catherine d'Aragon afin de pouvoir épouser Anne Boleyn.

## Biographie

### Enfance et formation
Né à une date incertaine entre 1471 et 1476, peut-être en mars 1471, comme l'indique Richard Fiddes (1671 – 1725) dans sa Vie du cardinal Wolsey (1724), qui s'appuie sur le témoignage de George Cavendish (1500 – 1561?), son secrétaire et premier biographe,, à la fin de 1472 ou au début de 1473, Thomas Wolsey est le fils de Robert et Joan Wolsey (ou Wulcy). Il est d'origine modeste : son père est boucher et aubergiste dans la région d'Ipswich, dans le Suffolk.
Le jeune homme étudie d'abord à la grammar school d'Ipswich, avant d'être envoyé, à onze ans, au St. Mary Magdalen College, à l'université d'Oxford. Sans être brillante, sa carrière académique est un succès. Il obtient un Bachelor of Arts à quinze ans, en 1485 ou en 1488, puis devient maître deux ans plus tard. Il est probablement ensuite employé comme enseignant, avant de poursuivre des études de théologie qu'il n'achève pas. Le 10 mars 1498, il est cependant ordonné prêtre. La même année, il apparaît comme troisième trésorier (Bursar) du collège, avant d'être élu senior Bursar l'année suivante.
En 1501, il abandonne subitement l'université. Des critiques de Wolsey ont suggéré que c'est pour des motifs d'ivrognerie ou de « fornication » ; selon Peter Gwyn, Wolsey est devenu en 1500 recteur de Limington, dans le Dorset. Cette charge lui apportait un bénéfice annuel de 21 livres, très supérieur à la limite (8 livres) autorisée par le règlement de l'institution universitaire dans laquelle il étudiait.

### L'accession au pouvoir
En 1509, il est doyen de Lincoln et il est fait aumônier du roi et membre du Conseil.
Les conseillers qu'Henri VIII hérite de son père, l'évêque Richard Fox et l'archevêque William Warham de Cantorbéry, se montrent calmes et conservateurs, poussant le roi à la prudence. Ce dernier nomme rapidement des hommes plus proches de ses inclinations à son conseil privé. Jusqu'en 1511, Wolsey est fondamentalement contre la guerre, mais, voyant le roi s'enthousiasmer au sujet d'une invasion de la France, il se met à prononcer des discours enflammés en ce sens devant le conseil privé. Warham et Fox, qui ne partagent pas sa capacité d'adaptation, tombent rapidement en disgrâce et Wolsey devient le conseiller le plus influent du roi.
En 1514, Wolsey prend Thomas More à son service pour s'occuper de ses revenus. En 1515, Warham abandonne sa charge de lord chancelier d'Angleterre, probablement sous la pression du roi et de Wolsey, et Henri nomme ce dernier à sa place. La même année, il est archevêque d'York et, le 10 septembre 1515, le pape Léon X le crée cardinal. En 1518, Wolsey obtient de Léon X le titre de cardinal-légat. Il ira ensuite jusqu'à confisquer les biens des ordres monastiques.

### L'Autre roi

#### La paix de Londres: une victoire personnelle de Wolsey
1518 marque pour le cardinal Wolsey la grandeur de sa diplomatie. Le symbole de sa réussite est le traité de Londres d'octobre 1518. Dès janvier 1518, le cardinal cherche à faire valider une paix européenne. Le contexte lui est favorable vu que le pape Léon X souhaite lui aussi une paix générale (et ainsi préparer une nouvelle croisade plus facilement). Le pape envoie d'ailleurs le cardinal Campeggio à la rencontre de Wolsey et d'Henri VIII. Wolsey, qui accepte de le recevoir le 29 juillet, est désormais nommé par le pape comme son légat, il est donc le représentant du pape sur la terre anglaise. Wolsey et Henri VIII acceptent l'idée d'une nouvelle croisade, bien que pendant ce temps, Wolsey reçoive secrètement l'évêque de Paris pour signer un traité de paix franco-anglais. Un traité que Wolsey révèle au pape, lui permettant ainsi de faire de cette amorce de la paix européenne, une réussite personnelle. Le traité de Londres, signé le 2, est ratifié par la suite par le Saint-Empire, l’Espagne, l'Écosse, le Danemark, le Portugal, la Hongrie, les États italiens, les Suisses et la Hanse.
Une paix universelle — une première dans l'Histoire — est signée tout en assurant l'alliance militaire. Si un pays signataire est attaqué, ses alliés se mobiliseront derrière lui pour le soutenir, laissant un mois à l'adversaire pour se replier, sinon les alliés lui déclareront la guerre aussi bien sur terre que sur mer. De plus, aucun allié ne devra laisser des mercenaires partir combattre un allié, et permettre la libre circulation des troupes alliées sur le territoire.

#### Le camp du Drap d'Or
C'est aussi à Wolsey de se charger de l’installation du camp du Drap d'Or, rencontre de trois semaines en juin 1520 avec 5 000 personnes dont François Ier et Henri VIII, venu par ce camp, prendre acte du traité de Londres. 2 014 moutons, 700 congres, 52 hérons, 6 000 ouvriers et 2 000 maçons/charpentiers pour trois semaines de réception, de joutes, de danses, de festins dans un palais d’été aux allures anglaises (toits crénelés, tourelles, etc.). Même le val d’Or fut réaménagé de manière que les deux rois, apparaissant sur deux crêtes opposées, soient à la même distance du camp, à la même hauteur, avant d’arriver quasiment en même temps pour se rejoindre. C’est Wolsey qui, le 23 juin 1520, célèbre une grande messe, priant pour la paix, messe durant laquelle Henri VIII aurait ri de son titre de « roi d’Angleterre et de France » devant François Ier, lui disant que ce n’était qu’un titre sans grande valeur et qu’il ne fallait pas s’en offusquer[réf. nécessaire].
En octobre 1523, à la veille du conclave destiné à élire le successeur du pape Adrien VI, il suggère à Henri VIII d'écrire à l'empereur Charles Quint afin de soutenir sa candidature au Saint-Siège ou, à défaut, celle du cardinal Jules de Médicis.

### La chute
En 1525, Wolsey fonde à Oxford le Cardinal College (collège du Cardinal), aujourd'hui Christ Church, l'un des plus grands et plus riches collèges de l'université d'Oxford.
Malgré ses nombreux ennemis, Wolsey conserve la confiance du roi jusqu'à ce que celui-ci décide d'annuler son mariage avec Catherine d'Aragon afin d'épouser Anne Boleyn. En 1529, les hésitations et les tergiversations de Wolsey, soucieux de ne pas mécontenter le pape, ont pour effet de lui faire perdre tout crédit auprès du roi. Son échec auprès du pape pour l'obtention de cette annulation entraîne la colère du roi, et cause largement sa chute. Le 22 septembre 1529, il doit remettre les sceaux du royaume au duc de Norfolk. Le 9 octobre, Henri VIII lance contre lui une procédure de praemunire, accusation de félonie. Le 25 octobre, Thomas More est nommé lord chancelier à sa place. Le 30 octobre, la juridiction privée du roi prononce la confiscation des biens du cardinal : il est privé de ses propriétés, y compris de sa belle résidence du palais de Whitehall, où Henri décide de s’installer à la place du palais de Westminster. Puis, un nouveau parlement ayant été convoqué le 3 novembre, les parlementaires dressent une liste de 49 chefs d'accusation à son encontre. Henri VIII lui permet d'abord de se retirer, avec une pension, dans sa résidence d'Esher, au sud-ouest de Londres, mais poursuivi par la haine du clan Howard et de ses alliés, il est finalement relégué dans son archevêché de York.
Des lettres codées, adressées par Wolsey au pape, au roi de France et à l'Empereur ont été interceptées par des agents du roi, ce qui entraîna son arrestation le 4 novembre 1530. Une escorte fut chargée de le convoyer vers Londres par petites étapes. Le 29 novembre, il meurt d'épuisement à l'abbaye de Leicester au cours de son transfert à la tour de Londres.

## Wolsey dans des œuvres de fiction
- 1613 : Henri VIII de William Shakespeare présente Wolsey à divers moments de sa carrière politique.
- 1678 : Le cardinal de Wolsey est évoqué dans La Princesse de Clèves de Madame de La Fayette lors de la narration du récit enchâssé centré sur Anne de Boleyn. (IIème partie du roman)
- 1966 : Dans le film réalisé par Fred Zinnemann Un homme pour l'éternité, le cardinal Wolsey est interprété par Orson Welles.
- 1969 : Dans le film de Charles Jarrott Anne des mille jours, il est interprété par Anthony Quayle.
- 2007 : Dans la série télévisée Les Tudors, il est interprété par Sam Neill, en le faisant se suicider à la suite de son arrestation.
- 2015 : Dans la série télévisée Wolf Hall, il est interprété par Jonathan Pryce.
- 2019 : Dans la série américaine The Spanish Princess (La Princesse Espagnole) consacrée à Catherine d'Aragon, il est interprété par Philip Cumbus.